# Сенявина, Евгения Ивановна
Евгения Ивановна Сенявина (в замужестве Васильчикова, 4 сентября 1829 — 12 октября 1862) — фрейлина российского императорского двора.

## Биография
Родилась 4 сентября 1829 года в семье новгородского губернатора Ивана Григорьевича Синявина (1801—1851) от его брака с фрейлиной баронессой Александрой Васильевной д’Оггер (1803—1862).
По отзыву современников, Евгения Васильчикова унаследовала красоту своей матери, была в высшей степени восхитительная и очаровательная женщина. В ней собрано было всё: ум, очарование, характер, воспитание, таланты, красота необыкновенная. Была отличной музыкантшей, великолепно рисовала масляными красками, говорила по-французски и по-английски. Молодость свою провела в Петербурге, где родители её вели роскошный образ жизни. После разорения и самоубийства отца, не имея состояния, была вынуждена с матерью поселиться в деревне.
В 1852 году к ней безуспешно сватался Н. Л. Дубельт.
С 1 июня 1856 года Евгения Ивановна была замужем за Александром Илларионовичем Васильчиковым. Их свадьба состоялась в Москве, после чего она жила с мужем в его майоратном имении Тауроген в Ковенской губернии.
Умерла от простуды 12 октября (по другим данным в ноябре) 1862 года вскоре после родов четвёртого ребёнка в Дрездене. Была похоронена в родовом некрополе князей Васильчиковых, в пределе Святого Духа церкви погоста Струпино.
Дети:
- Ольга (1857—1934), супруга героя обороны Шипки графа Михаила Павловича Толстого, владевшего известным в Петербурге домом (См. Толстовский дом), построенным по его заказу архитектором Ф. И. Лидвалем, в 1881 году получила в наследство от отца имение Трубетчино.
- Борис (1860—1931), женат на Софии Николаевне Мещерской (1867—1942).
- Мария (1862—?).
- Евгения (03.10.1862, Дрезден[6]—1884), с 1882 года супруга графа Сергея Александровича Строганова (1852—1923).